# Lîpîne, Novohrad-Volînskîi
Lîpîne (în ucraineană Липине) este un sat în comuna Klenova din raionul Novohrad-Volînskîi, regiunea Jîtomîr, Ucraina.

## Demografie
Componența lingvistică a localității Lîpîne
     Ucraineană (99,09%)
     Alte limbi (0,91%)
Conform recensământului din 2001, majoritatea populației localității Lîpîne era vorbitoare de ucraineană (99,09%), existând în minoritate și vorbitori de alte limbi.